# Елизаров, Сергей Михайлович
Сергей Михайлович Елизаров (1922—1958) — Гвардии майор Советской Армии, участник Великой Отечественной войны, Герой Советского Союза (1945).

## Биография
Сергей Елизаров родился 18 июля 1922 года в деревне Новоникольское (ныне — Красногорский район Московской области). Окончил среднюю школу и Красногорский аэроклуб. В 1941 году Елизаров был призван на службу в Рабоче-крестьянскую Красную Армию. В 1942 году окончил Качинскую военную авиационную школу, после чего некоторое время служил в ней инструктором. С сентября 1942 года — на фронтах Великой Отечественной войны. Летал в паре с будущим дважды Героем Советского Союза Алексеем Алелюхиным. В октябре 1943 года прикрыл Алелюхина собой и был сбит, но сумел выпрыгнуть на парашюте. Участвовал в освобождении Крыма и Украинской ССР, боях в Восточной Пруссии. Конец войны встретил в Берлине.
К апрелю 1945 года гвардии старший лейтенант Сергей Елизаров командовал звеном 9-го гвардейского истребительного авиаполка (303-й истребительной авиадивизии, 1-й воздушной армии, 3-го Белорусского фронта). К тому времени он совершил 200 боевых вылетов, принял участие в 70 воздушных боях, в которых сбил 15 вражеских самолётов лично и ещё 8 — в составе группы.
Указом Президиума Верховного Совета СССР от 29 июня 1945 года за «образцовое выполнение заданий командования и проявленные мужество и героизм в боях с немецкими захватчиками» гвардии старший лейтенант Сергей Елизаров был удостоен высокого звания Героя Советского Союза с вручением ордена Ленина и медали «Золотая Звезда» за номером 6232.
После окончания войны Елизаров продолжил службу в Советской Армии. В 1955 году в звании майора был уволен в запас. Проживал в Евпатории, умер 23 апреля 1958 года.

## Награды
Был также награждён двумя орденами Красного Знамени, орденом Отечественной войны 1-й степени, тремя орденами Красной Звезды, медалями «За оборону Сталинграда», «За взятие Кенигсберга», «За взятие Берлина».

## Память
Памятник Елизарову установлен у Опалиховской средней школы Красногорского района.